# Fidèle
Pour l’article homonyme, voir Fidèle (homonymie).
Un fidèle est, en sociologie des religions, une personne qui adhère à une religion et la pratique et qui, par conséquent, possède ou recherche la foi. Plus généralement l'adhésion peut viser une cause profane ou une autre personne.

## Présentation

### Religion catholique
Le mot dérive du latin fidelis qui pouvait signifier  « sûr, loyal », puis en latin médiéval, « digne de foi, croyant ». Le mot fides pouvant lui même sigifier « foi, confiance ». L’ensemble des fidèles constitue le peuple de Dieu.
Par glissement fidèle est devenu synonyme de conforme, identique à un modèle.
Les fidèles sont ceux qui ont la foi (fides en latin), qui ont donné leur confiance en Dieu. Dans le catholicisme, les fidèles peuvent recevoir le sacrement du baptême et de la confirmation.
Le mot fidèle désigne les laïcs baptisés, par distinction des clercs. Il est employé en sociologie religieuse pour distinguer les pratiquants réguliers. 
La religion est alors vue comme un ensemble symbolique, au sein duquel les fidèles s'inscrivent. Cet ensemble fournit du sens et permet d’intégrer les événements et les expériences dans un ordre du monde formulé par les symboles et les sacrements. En ce sens, toute personne fidèle recevrait, de façon symbolique, une force, des moyens d’agir, pour supporter les difficultés de l’existence ou pour les vaincre.